# 葵涌東
葵涌東（英語：Kwai Chung East，代號S2）是香港葵青區議會下轄的選區，2023年設立，定為雙議席選區。

## 範圍
現時選區包括上葵涌、葵芳及九華徑，與其接壤的選區有葵涌西、深水埗區議會的深水埗西選區、荃灣區議會荃灣東南選區、沙田區議會沙田西選區。
投票站設有十三個，分別位於聖公會主愛小學、香港道教聯合會圓玄學院第一中學、石籬聖若望天主教小學、慈幼葉漢小學、石籬社區會堂、石籬(一)邨室內活動室、保祿六世書院、佛教林金殿紀念小學、葵芳社區會堂、華景山莊北停車場地下會議室、迦密愛禮信中學、東華三院高可寧紀念小學、中華基督教會基真小學。

## 沿革
2023年香港選舉改革將區議會所有單議席選區取消，葵青定為三個雙議席選區，共選出六席民選議員。葵涌東選區由原有單議席的石蔭、大白田西、大白田東、安蔭、石籬北、石籬南、葵芳、興芳、華麗、荔華選區合併而成。
2023年區議會選舉，估算人口有161,785人，選民有96,054人，吸引到三人參選，其中2號候選人、爭取連任的郭芙蓉為2019年區議會選舉中，因為她當時爭取連任的大白田西選區民主派裂，使她成為建制派在葵涌區唯一當選的一席，而當時在東北葵涌落敗的其他建制派人士：梁子穎(原在安蔭選區角逐連任、敗於老對手民主黨秘書長梁永權）和郭玲麗（在新增設的大白田東選區出選，最終被民主黨候選人也是第六度連任的石籬北選區議員林紹輝夫人的劉貴梅擊敗）在2021年香港立法會選舉分別循勞工界及選舉委員會界別晉身立法會，而在石蔭選區被時任民主黨立法會議員尹兆堅「復仇成功」所擊敗的民建聯李世隆，更高陞為環境局局長政治助理，反倒唯一連任的郭只能在區內爭取連任，而其知名度也比只屬工聯會助理的候選人周潔瑩為高，但因本區過往屬民主黨傳統鐵票區，曾有一名黨主席、三名立法會議員、兩名區議會主席均出身自本區，而在區內名不見傳的無黨派候選人余靖浵的文宣使用與民主黨傳統使用的綠色，一度使有選民認為，她是代表民主黨角逐的候選人。

## 歷屆議員
| 選區名稱 | 屆別           | 議員   | 政治聯繫 | 政治聯繫 | 議員   | 政治聯繫 | 政治聯繫 |
| -------- | -------------- | ------ | -------- | -------- | ------ | -------- | -------- |
| 葵涌東   | 2024年－2027年 | 郭芙蓉 |          | 民建聯   | 周潔瑩 |          | 工聯會   |

## 歷屆選舉結果
| 政党   | 政党   | 候选人    | 票数   | %      | ± |
| ------ | ------ | --------- | ------ | ------ | - |
|        | 工聯會 | ①. 周潔瑩 | 6,975  | 26.37% |   |
|        | 民建聯 | ②. 郭芙蓉 | 16,819 | 63.59% |   |
|        | 獨立   | ③. 余靖浵 | 2,656  | 10.04% |   |
| 多数票 | 多数票 | 多数票    | 9,844  |        |   |

## 資料來源
1. ↑   (PDF).   [2023年8月23日]. （原始内容 (PDF)存档于2023年10月20日） （繁体中文）.
2. ↑   (PDF).   [2023年11月17日].
3. ↑   (PDF). 選舉管理委員會. 2023-07-11  [2023-08-23]. （原始内容存档 (PDF)于2023-10-14）.
4. ↑   (PDF).   [2023-11-20]. （原始内容存档 (PDF)于2023-11-16）.
5. ↑   (PDF).   [2023-08-23]. （原始内容存档 (PDF)于2023-10-11）.
6. ↑   (PDF).   [2023-11-17]. （原始内容存档 (PDF)于2023-12-03）.